# Interstellar rejse
En interstellar rejse ((latin) inter og stella: (i)mellem stjerner) eller ekstrasolar rejse er hvor et objekt, for eksempel en rumsonde, foretager en rejse mellem stjernerne.
En af menneskets uopfyldte drømme er at rejse mellem stjernerne. Der er dog massive tekniske problemer der først skal løses inden det bliver økonomisk muligt at sende for eksempel en rumsonde til et nærliggende stjernesystem. Det store problem er de enorme afstande der er mellem stjernerne.
Inden man kan sende en sonde så langt væk som til en stjerne, så er der andre, mere nærtliggende rejsemål, som også kan besøges og undersøges nærmere: heliopause, Kuiper-bæltet og Oort-skyen.
Af menneskefremstillede objekter er rumsonden Voyager 1 den der er nået længst væk fra Solen. Voyager 1 var på 30-årsdagen for opsendelsen (5. september 2007) cirka 14 lystimer væk fra solen. I december 2012 menes Voyager 1 at være nået det interstellare rum. Voyager 1 vil nå tættest på stjernen AC +79 3888 (17,6 lysår fra solen) om ca. 40.000 år. Dog vil al videnskabeligt udstyr ombord på Voyager 1 holde op med at fungere i år 2025. Voyager 1 flyver pt med hastigheden 61.000 km/t.

## Rejse tilsolensnærmeste stjernesystem; Centauri-systemet
En rumsonde der skal flyve til for eksempel den nærmeste stjerne, Centauri-systemet (der i virkeligheden består af tre stjerner), skal tilbagelægge en afstand på ca. 4,3 lysår.
Det ville tage 4,3 år hvis en rumsonde kunne rejse med lysets hastighed, ca. 300.000 km./sek., men en rumsonde kan i dag kun bevæge sig med en hastighed af ca. 30 km./sek., med nutidens teknik ville en sådan rejse tage 43.000 år. Mange forskere har derfor spekuleret på hvordan man kan få denne hastighed væsentligt op, gerne til ca. 10 procent af lysets hastighed, og rejsen kunne gennemføres på 40-50 år.

## Længere rejser
Selv med en hastighed nær lyset vil det tage mange tusinde år at rejse til de fjernere dele af Mælkevejen. En intergalaktisk rejse mellem galakserne vil i bedste fald tage flere millioner år. 

## Rejseformer og midler
Vi går her ud fra at overlyshastighed aldrig vil være mulig, idet dette er i modstrid med Albert Einsteins specielle relativitetsteori.
Der foregår en del forskning på området, og der er foreslået mange forskellige typer af fremdrivningssystemer. For at nå op på en så høj hastighed, er sonden nødt til at accelerere i lang tid (flere måneder) og det kræver en meget stor mængde energi. Almindeligt raketbrændstof kan ikke bruges, da det slet ikke kan få sonden accelereret tilstrækkeligt op. De foreslåede fremtidige fremdriftssystemer kan opdeles i to former: Der er de systemer, hvor sonden selv medbringer sit brændstof og bruger en slags "motor" (for eksempel kernekraft, stof/antistof, ionmotor) eller også tilføres energien udefra (for eksempel solsejl, hvor kraften der påvirker solsejlet er sollyset eller fotoner/partikler fra kraftige laser/maser).
Endvidere har man overvejet om det kan blive muligt at benytte "warpdrive" (hvor selve rummets struktur deformeres voldsomt), eller de såkaldte ormehuller til at skyde genvej gennem universets rumtid, for at rejse hurtigere end lyset, uden at det vil være i modstrid med fysikkens love.

## Sondestyring og sondevedligeholdelse
Der er mange problemer der skal løses, inden interstellare rejser bliver en praktisk mulighed:
- Der skal udvikles en teknik der kan gøre sonden autonom, således at den kan træffe beslutninger selv uden at skulle afvente beskeder fra jorden, da de vil blive stærkt forsinkede pga. at radiobølger udbreder sig med lysets hastighed, og det derfor kan tage måneder eller år inden sonden modtager dem.
- Sonden skal også selv være i stand til reparere sig selv, da sonden ellers ikke vil fungere 100 procent hele tiden, på grund af komponenternes begrænsede levetid. Rummet mellem stjernerne er ikke totalt tomt, og sonden kan blive ramt af små partikler der kan ødelægge den, ved kollision med stor hastighed.
- Det er nødvendigt at den observerende astronomi yderligere udvikles, således at man bedre kan vælge det bedste mål for rejsen.